# Massimiliano Pedalà
Massimiliano Pedalà (ur. 22 listopada 1969 roku w Cantù) – włoski kierowca wyścigowy.

## Kariera
Pedalà rozpoczął karierę w międzynarodowych wyścigach samochodowych w 2001 roku od startów w Renault Clio International Cup. Z dorobkiem 46 punktów uplasował się tam na dziewiątej pozycji w klasyfikacji generalnej. W późniejszych latach Włoch pojawiał się także w stawce Renault Clio Cup Italy, Italian Super Touring Car Championship, Mégane Trophy Eurocup, World Touring Car Championship, SEAT Leon Eurocup, SEAT Leon Supercopa Spain, Eurocup Clio oraz Renault Clio Eurocup.
W World Touring Car Championship Włoch wystartował w ośmiu wyścigach sezonu 2007 z włoską ekipą SEAT Sport Italia. Podczas pierwszego wyścigu czeskiej rundy uplasował się na dziesiątej pozycji, co było jego najlepszym wynikiem w mistrzostwach.